# Pertusaria alterimosa
Pertusaria alterimosa är en lavart som beskrevs av Darb. Pertusaria alterimosa ingår i släktet Pertusaria och familjen Pertusariaceae.   Inga underarter finns listade i Catalogue of Life.